# 达马尔坦-马尔潘
达马尔坦-马尔潘（法語：Dammartin-Marpain，法語發音：[damaʁtɛ̃ maʁpɛ̃]）是法国汝拉省的一个市镇，位于该省北部，属于多勒区。该市镇于1972年由原市镇达马尔坦（Dammartin）和马尔潘（Marpain）合并而成。

## 地理
达马尔坦-马尔潘（47°15'22"N, 5°32'39"E）面积11.32 平方千米，位于法国勃艮第-弗朗什-孔泰大區汝拉省，该省份为法国东部内陆省份，北起上索恩省，西北接科多尔省，西临索恩-卢瓦尔省，南至安省，东与杜省和瑞士接壤。
与达马尔坦-马尔潘接壤的市镇（或旧市镇、城区）包括：佩姆、布朗、尚帕涅、马朗、蒙米雷堡、米蒂涅、泰尔韦。
达马尔坦-马尔潘的时区为UTC+01:00、UTC+02:00（夏令时）。

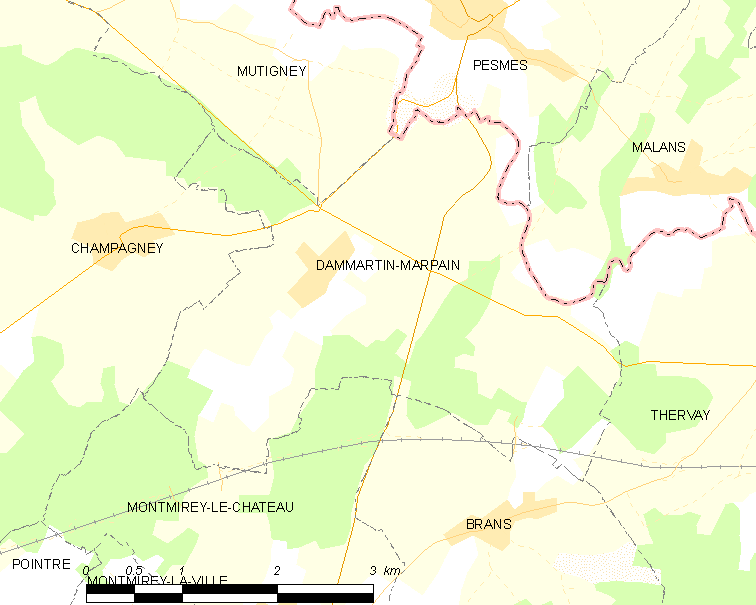
达马尔坦-马尔潘的OSM定位图

## 行政
达马尔坦-马尔潘的邮政编码为39290，INSEE市镇编码为39188。

## 政治
达马尔坦-马尔潘所属的省级选区为欧蒂姆县。

## 人口

1962-2008年间达马尔坦-马尔潘人口变化图示

达马尔坦-马尔潘于2022年1月1日时的人口数量为343人。